# Фурер, Вениамин Яковлевич
Вениамин Яковлевич Фурер (1904 — 1936) — советский хозяйственный и партийный деятель.

## Биография
С 1920 до 1922 служил помощником начальника трудовой дивизии, с 1922 заведовал агитационно-пропагандистским отделом Богословского уездного комитета партии. С 1923 до 1924 являлся заведующим информационным подотделом Киевского губернского партийного комитета, в 1924 редактором газет «Пролетарская правда» и «Радянське село». С 1925 до 1927 являлся заведующим сектором печати ЦК КП(б)У. Затем заведовал агитпропом Харьковского окружкома, работал в Коминтерне. С 1930 по 1931 был заведующим организационным отделом Горловского городского партийного комитета, а с 24 мая 1933 по декабрь 1934 являлся там секретарём.

Внёс большой вклад в развитие города, именно при нём в Горловке появилось трамвайное сообщение, был построен стадион, велось жилищное строительство и т. д. Он прославился тем, что в кратчайшие сроки преобразил город. Начались повальные субботники и воскресники, народ строил, асфальтировал, благоустраивал, озеленял, причём он сам честно работал с лопатой в руках, выводя на работу также своих жену и двоих дочерей. В результате коренной перестройки Горловки по инициативе В. Я. Фурера на площади 92 гектаров были разбиты парки, уложено 12000 квадратных метров мостовой, проложено более десяти километров тротуаров и аллей, высажено 150 тысяч деревьев и кустов. Горловский стадион, который должен был возводиться не один год, сооружается в рекордно короткие сроки — за месяц. Прославился также тем, что создал прекрасные по тем временам условия жизни для шахтёров и даже дорогу от их общежития до шахты обсадил розами. И. Э. Бабель говорил: 
Тяжёлый и грязный труд шахтёров Фурер сделал почётным, уважаемым. Шахтёры — первые в клубе, их хвалят на собраниях, им дают премии и награды; они самые выгодные женихи, и лучшие девушки охотно выходят за них замуж.
 Способствовал выдвижению А. Г. Стаханова и Н. А. Изотова.

После чего по рекомендации Л. М. Кагановича был переведён на должность заведующего культпросветом Московской области. 16 сентября 1936, в условиях набирающих обороты репрессиях, застрелился. В своём предсмертном 15-страничном письме пытался защитить Я. А. Лившица и других безвинно репрессируемых. Уже посмертно объявлен «врагом народа», Н. С. Хрущёв в марте 1937 в своей речи на пленуме ЦК говорил: 
Фурер, желая скрыть следы своей преступной работы и этим самым облегчить врагам борьбу с нашей партией, он всячески запутывал эти нити, покончив даже жизнь самоубийством.
 Жена В. Я. Фурера, известная балерина Г. А. Лерхе, как член семьи «врага народа», была отправлена на 5 лет в лагеря.

## Публикации
- Фурер В. Ф. Новая Горловка. Записки партработника. Партиздат ЦК ВКП(б), 1935.[7][8]